# The Secret Reunion
Pour plus de détails, voir Fiche technique et Distribution.
The Secret Reunion (hangeul : 의형제 ; RR : Uihyeongje) est un film d'espionnage sud-coréen réalisé par Jang Hoon, sorti en 2010.

## Synopsis
Avec son redoutable compatriote assassin appelé Shadow, un jeune espion nord-coréen Ji-won va assassiner un cousin de Kim Jong-il qui a publié un livre de révélation après s'être exilé à Séoul. Han-gyu, agent secret spécialisé dans le contre-espionnage, lance l'attaque contre eux sans attendre les renforts. Après la fusillade au milieu de Séoul, les deux Nord-Coréens parviennent à s'enfuir. Cependant, Ji-won est considéré comme un traître, car il n'a pas pu tuer la femme de cet homme et protéger son fils. Quant à Han-gyu, il est limogé après ce fiasco et devient détective privé dont la spécialité est la recherche d'épouses d’Asie du Sud-Est qui se sont enfuies après un mariage blanc avec un Coréen.
Six ans plus tard, Han-gyu retrouve par hasard Ji-won qui travaille dans un chantier de construction et il lui propose de travailler ensemble comme détective : En son for intérieur, il veut rattraper les membres du groupe d'espionnage nord-coréen, surtout Shadow, pour récupérer la récompense. Ji-won se rappelle lui aussi que Han-gyu appartient au National Intelligence Service. Mais il accepte sa proposition pour qu'il puisse gagner de l'argent pour faire venir sa femme et sa fille qui sont restés en Corée du Nord. Ils commencent ainsi à travailler et habiter ensemble en feignant de ne pas se connaître l'un et l'autre…

## Fiche technique
- Titre : The Secret Reunion
- Titre original : 의형제 (Uihyeongje)
- Autre titre : Secret Reunion
- Réalisation : Jang Hoon
- Scénario : Jang Min-seok
- Décors : Hwang In-jun
- Costumes : Ok Su-gyeong
- Photographie : Lee Mo-gae
- Son : Choi Tea-young
- Montage : Nam Na-yeong
- Musique : No Hyeong-u
- Production : Yu Jeong-hun, Song Myeong-cheol et Jang Won-seok
- Société de production : Showbox
- Société de distribution : Showbox
- Pays d'origine :  Corée du Sud
- Langue originale : coréen
- Format : couleur - 2.35 : 1 (CinemaScope) - Dolby Digital - 35 mm
- Genre : Espionnage, action et thriller
- Durée : 116 minutes
- Dates de sortie :
  - Corée du Sud : 4 février 2010
  - Italie : 29 avril 2010 (Udine Far East Film)
  - France : 15 juin 2011 (DVD)

## Distribution
- Song Kang-ho (V.F. : Frédéric Souterelle) : Lee Han-gyu
- Kang Dong-won (V.F. : Jean-Marco Montalto) : Song Ji-won
- Jeon Gook-hwan : Shadow
- Park Hyeok-kwon : Ko Kyeong-nam
- Yoon Hee-seok : Son Tae-soon
- Choi Jeong-woo : le chef de National Intelligence Service (NIS)
- Kim Jong-yeob (V.F. : Yannick Blivet) : Jae-hwan

Source et légende : Version française (V.F.) sur RS Doublage

## Production
The Secret Reunion (également connu sous les titres de Brothers ou de Blood Brothers) est le long-métrage de Jang Hoon, ancien assistant de Kim Ki-duk.
Le tournage débute le 5 juin 2009 pour achever quatre mois plus tard.

## Accueil

### Sorties
Ce film sort le 4 février 2010 en Corée du Sud. Il se présente en avant-première mondiale, le 29 avril 2010, au Festival Udine Far East Film en Italie.

### Box-office
| Pays ou région | Box-office        | Date d'arrêt du box-office | Nombre de semaines |
| -------------- | ----------------- | -------------------------- | ------------------ |
| Monde          | 36 298 578 $      | —                          | —                  |
| Corée du Sud   | 5 459 295 entrées | 18 avril 2010              | 12                 |

## Distinctions

### Récompenses
- Blue Dragon Film Awards 2010 : Meilleur film
- PaekSang Arts Awards 2010 : Meilleur réalisateur
- Critics' Choice Movie Awards 2010 :
  - Meilleur réalisateur
  - Meilleur acteur (Kang Dong-won)